# Jdi za zeleným světlem (film)
Jdi za zeleným světlem je české filmové drama režiséra Pavla Blumenfelda z roku 1968.

## Tvůrci
- Námět: Edvard Valenta román Jdi za zeleným světlem
- Režie: Pavel Blumenfeld
- Scénář: Rudolf Žák
- Hudba: Marek Bilinski
- Kamera: M. Duda
- Další údaje: čenobílý, 93 min., drama